# Tadeusz Maszkiewicz
Tadeusz Maszkiewicz (ur. 28 kwietnia 1930, zm. 9 października 2017) – polski architekt, docent doktor inżynier architektury, specjalista w zakresie architektury przemysłowej budynków użyteczności publicznej, wykładowca akademicki.

## Życiorys
Był absolwentem Wydziału Architektury Politechniki Wrocławskiej. W latach 1956–1962 pracował w Dolnośląskim Biurze Projektów Górniczych.
W 1967 uzyskał stopień doktora nauk technicznych. Był współorganizatorem oraz pierwszym dziekanem Wydziału Budownictwa Lądowego Wyższej Szkoły Inżynierskiej im. Jurija Gagarina w Zielonej Górze (obecnie Uniwersytet Zielonogórski) piastując ten urząd w latach 1968–1973 (był także zastępcą dyrektora Instytutu Budownictwa oraz kierownikiem Zakładu Architektury na tymże wydziale). W latach 1984–1987 piastował funkcję prorektora do spraw nauczania i wychowania Wyższej Szkoły Inżynierskiej im. Jurija Gagarina.
Poza działalnością akademicką był aktywnym architektem, brał także udział w pracy Komisji Urbanistyki i Planowania Przestrzennego Oddziału PAN w Poznaniu. Piastował funkcję architekta miejskiego w Żarach.
Był członkiem Stowarzyszenia Architektów Polskich.
Zmarł 9 października 2017 i został pochowany na Starym cmentarzu komunalnym przy ul. Wrocławskiej w Zielonej Górze.

## Wybrana bibliografia
- Wybrane terminy z zakresu architektury i budownictwa (Wyższa Szkoła Inżynierska im. Jurija Gagarina w Zielonej Górze, Zielona Góra, 1983)